# Мегамозг
«Мегамо́зг» (англ. Megamind) — американский анимационный супергеройский комедийный фильм, созданный киностудиями DreamWorks Animation и PDI/DreamWorks и выпущенный компанией Paramount Pictures. Мультфильм снят режиссёром Томом Макгратом по сценарию Алана Скулкрафта и Брента Саймонса. Главные роли в картине озвучили Уилл Феррелл, Тина Фей, Джона Хилл, Дэвид Кросс и Брэд Питт. В центре сюжета — персонаж по имени Мегамозг, невероятно умный суперзлодей-пришелец; после победы над своим заклятым врагом Мачоменом Мегамозг создаёт нового супергероя, с которым он будет сражаться, но когда его новое «создание» оказывается даже бо́льшим злом, чем его творец, Мегамозгу приходится спасать свой город.
«Мегамозг» вышел в российский прокат 28 октября 2010 года, а в США премьера состоялась 5 ноября того же года. Мультфильм удостоился положительных отзывов от критиков, однако в прокате особого успеха не имел: собрав $321,9 млн по всему миру при производственном бюджете в $130 млн, проект стал одним из самых неприбыльных мультфильмов DreamWorks Animation, вышедших в 2010-х годах. Лишь спустя несколько лет после выхода мультфильм обрёл культовый статус, в основном благодаря различным интернет-мемам, в том числе и в Рунете.
Тем не менее мультфильм положил начало одноимённой франшизе, в которую вошли три видеоигры и короткометражный мультфильм «Мегамозг: Кнопка гибели», вышедший 25 февраля 2011 года. 1 марта 2024 года на стриминговом сервисе Peacock вышли сиквел, получивший название «Мегамозг против Синдиката рока», и мультсериал «Мегамозг рулит!».

## Сюжет
Давным-давно с двух планет в другой системе, которые засасывало в чёрную дыру, на нашу планету были отправлены двое младенцев. Один из них попал в уютный дом и в прекрасную семью. Другой попал в тюрьму для криминальных талантов, где его воспитывали заключённые. В школе дети снова встретились и снова были противопоставлены друг другу. Один, который ввиду сверхспособностей и привлекательной внешности всегда имел авторитет среди людей, назвал себя Мачомен (в оригинальной версии — Метромен, англ. Metroman). Другой, хрупкого телосложения, с кожей голубого цвета и огромной головой, но гениальный учёный-изобретатель с высочайшим уровнем интеллекта, который тоже хотел творить добро, но после множества неудач выбрал зло, назвал себя Мегамозг. Его помощник — разумная рыба с родной планеты — Прислужник, подаренный Мегамозгу родителями. Именно в детстве началось длительное противостояние Мачомена и Мегамозга.
Проходит много лет. Всё начинается с праздника в честь героя города Метро-Сити — Мачомена — и открытия музея его имени. Но в это же время Мегамозг сбегает из тюрьмы и с помощью Прислужника похищает телеведущую Роксану Ричи. Казалось бы, всё должно кончиться очередным поражением Мегамозга, но удача становится на сторону зла, поскольку Мачомен растерял всю свою силу, оказавшись в куполе, обитом медью, и Мегамозг, сам того не ожидая, уничтожает Мачомена. Мегамозг поначалу радуется своей победе и вовсю веселится на улицах Метро-Сити, устраивая анархию, но постепенно ему становится скучно. Он попросту теряет смысл творить зло, ведь его некому остановить.
Получив ДНК Мачомена, Мегамозг решает создать нового супергероя, который должен стать новым спасителем Метро-Сити. Он хочет наделить силой Мачомена человека волевого, с высокими моральными принципами, но по стечению обстоятельств объектом эксперимента Мегамозга случайно становится глуповатый и трусливый телеоператор Хэл Стюарт, влюблённый в Роксану. Притворившись «космическим папой» Хэла, Мегамозг начинает тренировать «сына», и тот успешно сдаёт экзамены. После этого Мегамозг дарит Хэлу костюм и даёт имя Титан.
Но Мегамозг не подозревает, что Хэл хочет за счёт суперсилы и «крутости» завоевать сердце Роксаны. Однако она не отвечает взаимностью, тем более что уже неравнодушна к Мегамозгу, который тайно встречается с ней в обличье Бернарда (вредного и скептически настроенного смотрителя музея). Романтические отношения заставляют Мегамозга почти отказаться от злодейской профессии, и он даже ссорится из-за этого с Прислужником. Роксана и Мегамозг в обличье Бернарда отправляются на свидание и целуются. Во время поцелуя Роксана случайно снимает камуфляж, разоблачая Мегамозга. Перед этим Хэл видит Роксану и «Бернарда» вместе на свидании и, расстроенный, решает принять сторону зла. Роксана выбегает из ресторана, но на улице из разговора с Мегамозгом понимает искренность его чувств. Они расходятся, и Мегамозг вновь атакует город, желая сразиться с Титаном. Но Титан становится обычным грабителем и предлагает Мегамозгу объединиться. Мегамозг возмущается и рассказывает ему всю правду, вследствие чего Титан приходит в ярость и атакует своего наставника. Причём Мегамозг продолжает играть роль суперзлодея, а Титан собирается по-настоящему его убить. Умботы, роботы Мегамозга, заключают Титана в медный шар, но медь на него не действует. Мегамозг отправляется к Роксане, человеку, который лучше всех знал Мачомена. Он убеждает Роксану помочь ему, поскольку если они не найдут слабое место у Титана, то он уничтожит весь город. Роксана привозит Мегамозга в тайное убежище Мачомена, располагающееся под заброшенной школой, где когда-то учились Мегамозг и Мачомен.
Неожиданно выясняется, что на самом деле Мачомен вовсе не погиб, а просто решил наконец уступить Мегамозгу, инсценировав свою смерть. Ему надоел этот постоянный спектакль, который они разыгрывали с Мегамозгом. Ему вообще надоело быть супергероем для других, так как от этого он не чувствовал себя счастливым.
Мачомен избрал для себя другую стезю — музыканта. Он назвал себя Мьюзикменом, аргументируя это тем, что нашивку на костюме не придется менять. Мьюзикмен поселился в бункере под своей старенькой школой, где когда-то учился в одном классе с Мегамозгом.
Роксана и Мегамозг просят Мьюзикмена помочь, но тот непреклонен. Мьюзикмен предлагает Мегамозгу самому со всем разобраться, подсознательно понимая, что именно Мачомен виноват в том, что Мегамозг стал суперзлодеем. Мегамозг, который постоянно был изгоем-одиночкой и очень страдал от этого, падает духом и по своей воле возвращается домой — в тюрьму, из которой сбежал. Титан похищает Роксану, чтобы шантажировать Мегамозга, как раньше Мегамозг похищал её, чтобы вызвать на бой Мачомена. Мегамозг решает спасти Роксану и вместе с Прислужником (с которым успел помириться) отправляется сражаться с Титаном. Мегамозг спасает Роксану, но получает ранение, и Титан готов их уничтожить. Но неожиданно объявляется Мачомен, и Титан в панике улетает. Роксана обнаруживает, что ранен не Мегамозг, а Прислужник, и понимает, что Мачомен — это замаскированный Мегамозг. Он прогоняет Титана, но его выдаёт неправильное произношение названия города (Мегамозг единственный, кто произносит название города как «Метро́-Сити́» вместо «Ме́тро-Си́ти»), и схватка заканчивается тем, что Хэл лишается способностей. Позже отношения Мегамозга и Роксаны становятся ближе. Мегамозг восстанавливает разрушенный город, что было бы не под силу Мачомену, и открывает собственный музей (на открытие пришёл даже Мьюзикмен). Весь город, включая Хэла, отправленного в тюремную камеру Мегамозга, танцует под песню Майкла Джексона «Bad». Мегамозг становится новым защитником Метро-Сити.
В середине титров Прислужник находит продолжительно пленённого (он находился в стиральной машине) Бернарда, которого он и оглушает.

## Роли озвучивали
- Уилл Феррелл — Мегамозг, суперзлодей, пришелец-гуманоид с синей кожей и большим черепом. Персонаж представляет собой пародию на Лекса Лютора и Брейниака[14], а его облик «космического папы» — пародию на физическую оболочку Джор-Эла из фильма «Супермен» (1978) в исполнении Марлона Брандо и на голос Брандо в роли Вито Корлеоне в фильме «Крёстный отец»[15].
- Брэд Питт — Мачомен (в оригинале — Метромен, англ. Metroman), бывший враг Мегамозга, оставивший жизнь супергероя, чтобы начать музыкальную карьеру. Представляет собой пародию на Супермена[16].
- Тина Фей — Роксана Ричи, волевой репортёр и возлюбленная Мегамозга. Представляет собой пародию на Лоис Лейн[16].
- Джона Хилл — Хэл Стюарт / Титан (англ. Hal Stewart / Tighten)[17], неудачливый и недалёкий телеоператор, безответно влюблённый в Роксану. Наделив Хэла суперсилой, Мегамозг тренирует его, чтобы тот стал супергероем, однако вместо этого Хэл становится суперзлодеем. Имя героя является отсылкой к персонажам DC Comics Хэлу Джордану и Джону Стюарту, членам Корпуса Зелёных Фонарей[18].
- Дэвид Кросс — Прислужник, говорящая рыба, сообщник и лучший друг Мегамозга
- Джей Кей Симмонс — начальник тюрьмы Метро-Сити
- Бен Стиллер — Бернард, смотритель музея, чей облик принимает Мегамозг
- Кристофер Найтс[англ.] — охранник в тюрьме
- Том Макграт — Лорд Скотт / охранник в тюрьме
- Джек Блессинг[англ.] — диктор новостей
- Джастин Теру и Джессика Шульте — родители Мегамозга
- Роб Кордри — случайный прохожий

## История создания

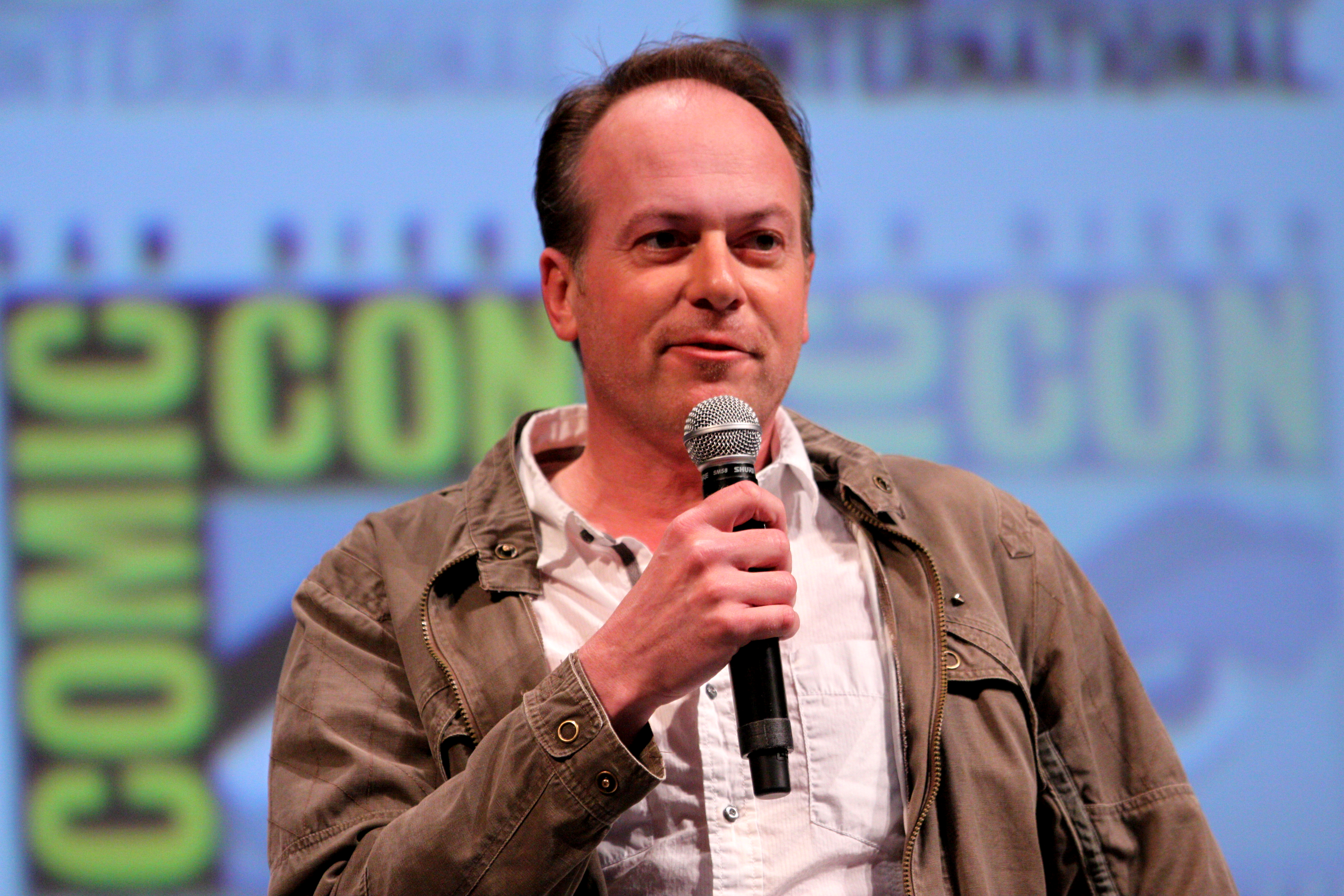
Режиссёр Том Макграт продвигает мультфильм на Комик-коне в Сан-Диего в 2010 году

Сценарий мультфильма написали Алан Дж. Скулкрафт и Брент Саймонс. Изначально проект носил название Master Mind, а позднее был переименован в Oobermind. На роль Мегамозга рассматривались Бен Стиллер и Роберт Дауни-младший, но в связи с «конфликтами в расписании» Дауни роль в конечном итоге получил Уилл Феррелл. Стиллер же озвучил персонажа второго плана по имени Бернард. Продюсерами мультфильма стали Лара Брей и Дениз Нолан Каскино, а исполнительными продюсерами — Стиллер и Стюарт Корнфелд. Креативными консультантами выступили Джастин Теру и Гильермо дель Торо. Дель Торо присоединился к проекту лишь за три недели до конца производства, однако впоследствии сыграл более значимую роль в создании более поздних проектов DreamWorks Animation. Вступительная сцена, в которой Мегамозг падает вниз навстречу неминуемой смерти, была идеей дель Торо. Кроме того, Гильермо убедил создателей вырезать из мультфильма семь минут уже готового материала.

## Музыкальное сопровождение
Megamind: Music from the Motion Picture, альбом с музыкой к мультфильму, написанной Хансом Циммером и Лорном Балфом, был выпущен 2 ноября 2010 года лейблом Lakeshore Records. Помимо оригинальных композиций, в мультфильме звучит также множество песен различных популярных исполнителей.

## Премьера

### Кинопрокат
Премьера мультфильма «Мегамозг» состоялась 28 октября 2010 года в России и 5 ноября того же года в США. В Японии мультфильм должен был выйти 12 марта 2011 года, но релиз был отменён в связи с землетрясением и цунами, произошедшими днём ранее.

### Продвижение
Мультфильм продвигался во время Комик-кона в Сан-Диего в 2010 году, на котором картину представили Том Макграт, Тина Фей, Джона Хилл и Уилл Феррелл, вышедший на сцену в образе Мегамозга.

### Выход на носителях
25 февраля 2011 года мультфильм вышел на DVD и Blu-ray, к нему прилагался короткометражный мультфильм «Мегамозг: Кнопка гибели». 26 февраля «Кнопка гибели» была показана на телеканале Nickelodeon. DVD-издание «Мегамозга», разошедшееся тиражом более 3 млн копий, стало седьмым самым продаваемым DVD за 2011 год. В общей сложности на продажах DVD и Blu-ray студия заработала $70,4 млн. По состоянию на ноябрь 2012 года по всему миру было продано более 5,6 млн изданий на домашних носителях.
В марте 2011 года мультфильм вышел на Blu-ray 3D в составе эксклюзивного «Стартового набора в 3D» от Samsung, а 11 сентября того же года данный набор поступил в продажу эксклюзивно в магазинах сети Best Buy. В 2014 году DreamWorks выкупила у Paramount Pictures права на дистрибуцию мультфильма; позднее они перешли компании 20th Century Fox, а затем — Universal Pictures.

## Приём

### Кассовые сборы
В первый день проката «Мегамозг» собрал $12,5 млн, а к концу первого трёхдневного уикенда сборы приблизились к отметке в $46 млн, что позволило мультфильму занять первое место в прокате. Стартовые сборы ненамного превысили стартовые показатели мультфильма «Как приручить дракона», в начале своего проката в марте 2010 года собравшего $43,7 млн. «Мегамозг» также показал пятый самый успешный старт для анимационного фильма в 2010 году. Во второй уикенд мультфильм сохранил первенство, хотя сборы и упали на 37 % и составили $29,1 млн; в общей сложности за минувшие десять дней картина собрала $88,8 млн. В третьи выходные мультфильм собрал $16 млн, на 45 % меньше, чем в предыдущие, уступив лидерство фильму «Гарри Поттер и Дары Смерти. Часть 1». В уикенд Дня благодарения мультфильм сместился на третье место, собрав за пять дней $17,3 млн и уступив не только «Дарам Смерти», но и мультфильму «Рапунцель: Запутанная история». После Дня благодарения сборы «Мегамозга» упали на 61 % и составили $4,9 млн, из-за чего мультфильм оказался на шестом месте.
Кинопрокат «Мегамозга» закончился 24 февраля 2011 года (за день до выхода картины на носителях); за всё время проката мультфильм собрал $148,4 млн в Северной Америке и $173,5 млн на территории других стран, в общей сложности собрав $321,9 млн по всему миру. Это шестой самый кассовый мультфильм 2010 года после картин «История игрушек: Большой побег» ($1,063 млрд), «Шрек навсегда» ($753 млн), «Рапунцель: Запутанная история» ($591 млн), «Гадкий я» ($543 млн) и «Как приручить дракона» ($494 млн), а также самый кассовый кассовый фильм в карьерах Феррелла (таковым он оставался до выхода в 2014 году мультфильма «Лего. Фильм») и Фей.

### Отзывы критиков
На сайте-агрегаторе рецензий Rotten Tomatoes рейтинг мультфильма составляет 73 % со со средней оценкой 6,7 / 10 на основе 182 отзывов. Консенсус сайта гласит: «Хотя „Мегамозг“ и повторяет сюжетные ходы других анимационных проектов и не является таким забавным, каким ему следовало бы быть, звёздный актёрский состав и приятная глазу картинка делают мультфильм весьма приятным, пусть и не сильно выдающимся». На сайте Metacritic, где оценки выставляются на основе среднего арифметического взвешенного, у мультфильма 63 балла из 100 на основе 33 рецензий, что соответствует «в основном положительным отзывам». Зрители, опрошенные сайтом CinemaScore, поставили картине средневзвешенную оценку «A—» по шкале от A+ до F.

### Награды и номинации
| Премия                                    | Категория                               | Номинанты                     | Результат |
| ----------------------------------------- | --------------------------------------- | ----------------------------- | --------- |
| «Энни»                                    | «Лучшие анимационные эффекты»           | Кшиштоф Ростек                | Номинация |
| «Энни»                                    | «Лучшая анимация персонажей»            | Марк Дональд                  | Номинация |
| «Энни»                                    | «Лучшая анимация персонажей»            | Энтони Ходжсон                | Номинация |
| «Энни»                                    | «Лучший дизайн персонажей»              | Тимоти Лэмб                   | Номинация |
| «Энни»                                    | «Лучшая работа художника-раскадровщика» | Катрин Ю Рейдер               | Номинация |
| «Энни»                                    | «Лучший сценарий»                       | Алан Скулкрафт, Брент Саймонс | Номинация |
| Премия Ассоциации кинокритиков Вашингтона | «Лучший анимационный фильм»             | «Мегамозг»                    | Номинация |
| Kids’ Choice Awards                       | «Любимый Buttkicker»                    | Уилл Феррелл                  | Номинация |
| National Movie Awards                     | «Лучший анимационный фильм»             | «Мегамозг»                    | Номинация |
| The Comedy Awards                         | «Лучший комедийный анимационный фильм»  | «Мегамозг»                    | Номинация |

## «Мегамозг: Кнопка гибели»
«Мегамозг: Кнопка гибели» (англ. Megamind: The Button of Doom) — компьютерно-анимационный короткометражный фильм, вышедший 25 февраля 2011 года вместе с релизом «Мегамозга» на DVD и Blu-ray. Режиссёр проекта — Саймон Дж. Смит, сюжет написали сценаристы оригинального мультфильма. Уилл Феррелл и Дэвид Кросс приняли участие в озвучивании своих героев. Короткометражка рассказывает о первом дне Мегамозга в роли защитника Метро-Сити.

### Сюжет
После событий полнометражного мультфильма Мегамозг и Прислужник стараются привыкнуть к своим новым образам защитников Метро-Сити. Первым делом они распродают устройства из своего старого злодейского логова, поскольку Мегамозг считает, что героям не стоит пользоваться злодейским оборудованием. Они продают всё, кроме Луча Смерти, который Мегамозг неохотно решает оставить себе. По окончании распродажи Мегамозг демонстрирует Прислужнику свой суперкостюм, который может воспроизводить все способности Мачомена и в котором Мегамозг планирует защищать город.
Прислужник находит странный цилиндр с кнопкой. Мегамозг, не помнящий, для чего нужна кнопка, нажимает на неё и активирует искусственный интеллект, основанный на его злобной сущности и вселяющийся в гигантского робота под названием «МегаМегамозг». Отсканировав Мегамозга в костюме, робот принимает его за Мачомена и нападает на него. Мегамозг сражается с МегаМегамозгом, используя свои новые способности, к которым он никак не может привыкнуть. Мегамозг и Прислужник прячутся в невидимом автомобиле; Мегамозг боится, что им придётся остаться там жить, поскольку он запрограммировал ИИ таким образом, чтобы тот не унимался до тех пор, пока не уничтожит героя. Прислужник предлагает Мегамозгу перестать пытаться быть похожим на Мачомена и сражаться с роботом своими методами. Кроме того, он рассказывает о том, что оставил себе гигантского Паукобота, которого полюбил как домашнего питомца.
Мегамозг благодарит Прислужника, садится в Паукобота и заманивает МегаМегамозга в заброшенную обсерваторию, где настоящий Мачомен инсценировал свою смерть. Спустя некоторое время Прислужнику удаётся поразить робота Лучом Смерти, тем самым уничтожив его. После этого Мегамозг и Прислужник выкупают обратно все свои устройства и планируют использовать их во благо. Увидев в небе светящийся сигнал, они садятся в невидимый автомобиль и отправляются спасать город.

### Роли озвучивали
- Уилл Феррелл — Мегамозг и Мегамегамозг
- Дэвид Кросс — Прислужник
- Мишель Белфорт Хаузер — обеспокоенная мать
- Джордан Александр Хаузер — Дэмиен
- Кевин Н. Бейли — Кевин
- Данте Джеймс Хаузер — Найджел
- Деклан Джеймс Свифт — Питер
- Финтан Томас Свифт — Барни

## Продолжение и мультсериал
11 февраля 2022 года издание Deadline сообщило о том, что стриминговый сервис Peacock заказал у студии DreamWorks Animation Television продолжение мультфильма в формате мультсериала под названием «Руководство Мегамозга по защите города» (англ. Megamind's Guide To Defending Your City). По сюжету мультсериала Мегамозг пытается стать инфлюенсером и настоящим супергероем. Авторы сценария мультфильма, Алан Скулкрафт и Брент Саймонс, стали исполнительным продюсера и совместно с Эриком Фогелем. Дж. Д. Ризнар стал исполнительным сопродюсером и редактором сценария.
5 августа 2022 года Саймонс объявил, что работа над сценариями завершена. В январе 2023 года стало известно, что премьера мультсериала состоится в 2024 году. В феврале 2024 года вышел трейлер мультфильма-сиквела под названием «Мегамозг против Синдиката рока». Премьера продолжения состоялась 1 марта 2024 года, и в тот же день вышел мультсериал, получивший новое название — «Мегамозг рулит!» (англ. Megamind Rules!).